# Drieslinter
Drieslinter is een dorp aan de Grote Gete in de Belgische provincie Vlaams-Brabant en een deelgemeente van Linter. Drieslinter was een zelfstandige gemeente tot aan de gemeentelijke herindeling van 1971.

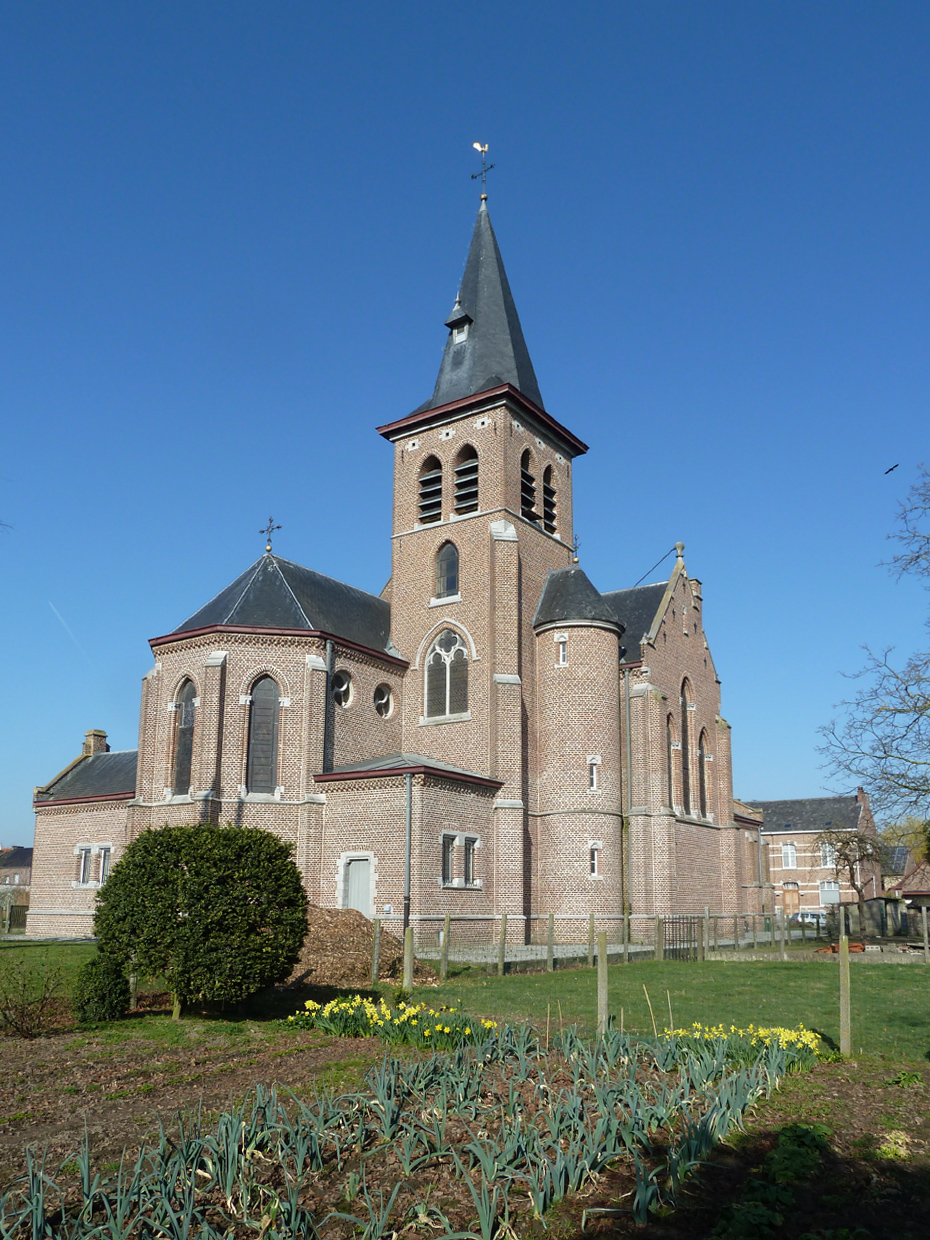
kerk van O.L. Vrouw van het H. Hart

## Geschiedenis
Drieslinter behoorde tot de gemeente Neerlinter, tot het in 1911 als zelfstandige gemeente werd afgesplitst. In 1971 werden Drieslinter en Neerlinter weer verenigd in de fusiegemeente Linter.

## Bezienswaardigheden
- De Onze-Lieve-Vrouw van het Heilig Hartkerk
- De Geensmolen

## Natuur en landschap
Drieslinter ligt in het Hageland. Het ligt aan de Grote Gete op een hoogte van 33-49 meter.

## Demografische ontwikkeling
Drieslinter was een zelfstandige gemeente tot aan de gemeentelijke herindeling van 1977.
- Bronnen:NIS, Opm:1920 tot en met 1970=volkstellingen

## Bezienswaardigheden
De watermolen van Drieslinter is een beschermd monument. De Geensmolen genoemd naar de familie die er 140 jaar eigenaar van was (1828-1968).

## Mobiliteit
Bij station Drieslinter splitste spoorlijn 23 zich af van spoorlijn 22.
Na het opbreken van de sporen lag de "Route" of rut in de volksmond er hobbelig bij. Er werd besloten om de oude spoorlijn te betonneren. In 1994 werd het fietspad officieel geopend.

## Economie
In de omgeving bevinden zich tal van boomgaarden en aardbeienvelden.

## Sport
Drieslinter heeft 2 voetbalploegen SV Drieslinter en Atlas Linter.

## Nabijgelegen kernen
Neerlinter, Ransberg, Budingen, Zoutleeuw, Melkwezer
Deelgemeenten: Drieslinter · Melkwezer · Neerhespen · Neerlinter · Orsmaal-Gussenhoven · Overhespen · Wommersom

Belgische gemeenten · Arrondissement Leuven · Vlaams-Brabant · Vlaanderen